# Бейдик, Александр Алексеевич
Бейдик Александр Алексеевич (род. 17 января 1953 года в Киеве) — советский и украинский физико- и экономико-географ, доктор географических наук, профессор Киевского национального университета имени Тараса Шевченко.

## Биография
Родился 17 января 1953 года в городе Киев. Окончил в 1975 году географический факультет Киевского университета. В 1975—1976 годах преподавал географию в средней школе № 79 г. Киева. В 1975 году был победителем всесоюзной викторины «Знаешь ли ты Венгрию?» и участником I фестиваля венгерско-советской дружбы. В 1980 году проходил стажировку в Московском государственном университете им. М. В. Ломоносова и Институте географии АН СССР у профессора В. С. Преображенского. В 1991 году окончил Технологическую школу бизнеса (город Владивосток).
С 1979 года работал в Киевском университете ассистентом, с 1990 года доцентом кафедры физической географии и охраны природы, с 1991 года на кафедре страноведения и туризма. Кандидатская диссертация «Структура и динамика рекреационного освоения долины Днепра в пределах УССР (1900—1985 гг.)» защищена в 1986 году. Докторская диссертация «Методология и методика анализа рекреационно-туристских ресурсов Украины» защищена в 2005 году. В 2006 году избран на должность профессора, а с 2008 года получил учёное звание профессора. В том же году по совместительству стал заведующим кафедрой менеджмента и туризма экономического факультета Черкасского национального университета имени Богдана Хмельницкого.
Преподаёт дисциплины: «Рекреационная география», «География туризма», «Рекреационно-туристские ресурсы», «Туристско-рекреационные комплексы», «Ресурсы международного туризма», «Рекреационные комплексы мира», «Туристические ресурсы славянских стран», «Стратегия развития национального туризма». Эксперт по туризму Государственной аккредитационной комиссии Министерства образования и науки Украины. Постоянный член редколлегии научных сборников: «Туристско-краеведческие исследования» Института туризма Федерации профсоюзов Украины, «Большая Волынь» Житомирского научно-краеведческого общества исследователей Волыни.
Организатор и участник экспедиций на Байкал, Камчатку, Курильские острова, Японское и Каспийское моря, озера Иссык-Куль, Телецкое, Ханка, Балатон, остров Сахалин, на Алтай, Памир, на Кольский полуостров, на дельту Дуная и другие. Посетил более 40 стран мира.
Автор и соавтор около 300 научных трудов.

## Труды
- Рекреаційно-туристські ресурси України: методологія та методика аналізу, термінологія, районування: Монографія. — К., 2001.
- Українсько-російський словник термінів і понять з географії туризму і рекреаційної географії. — К., 1997.
- Словник-довідник з географії туризму, рекреалогії та рекреаційної географії. — К., 1998.
- Тлумачний словник термінів з рекреаційної географії (географії туризму). — К., 1993.
- Географія: Короткий тлумачний словник. — К., 2001.
- Російсько-український тлумачний словник термінів з медичної географії. — К., 1997 (в соавторстве).
- Рекреаційні ресурси України: Навчальний посібник. — К., 2009.
- Україна: стратегія розвитку національного туризму: Навчальний посібник. — К., 2009.
- Географія України: Навчальний посібник. — К., 1996.
- Географія: Посібник для вступників до ВНЗ. — К., 1996 (в соавторстве).
- Економічна і соціальна географія світу: Підручник для 10 класу. — К., 2006 (в 1998 году издан на русском языке, в 2001 — на венгерском) (в соавторстве).